# 埃克博尔赛姆
埃克博尔赛姆（法語：Eckbolsheim，法語發音：[ɛkbɔlsaim]）是法国下莱茵省的一个市镇，属于斯特拉斯堡区。

## 地理
埃克博尔赛姆（48°34'44"N, 7°41'23"E）面积5.34 平方千米，位于法国大東部大區下莱茵省，该省份为法国大陆部分最东部的省份，是阿尔萨斯的一部分，今与上莱茵省组成了阿尔萨斯欧洲集体，其南至上莱茵省，西南接孚日省和默尔特-摩泽尔省，西接摩泽尔省，北与德国接壤，东侧沿莱茵河与德国相望。
与埃克博尔赛姆接壤的市镇（或旧市镇、城区）包括：奥尔蔡姆、林戈尔赛姆、奥伯罗斯伯尔让、斯特拉斯堡、沃尔菲赛姆。
埃克博尔赛姆的时区为UTC+01:00、UTC+02:00（夏令时）。

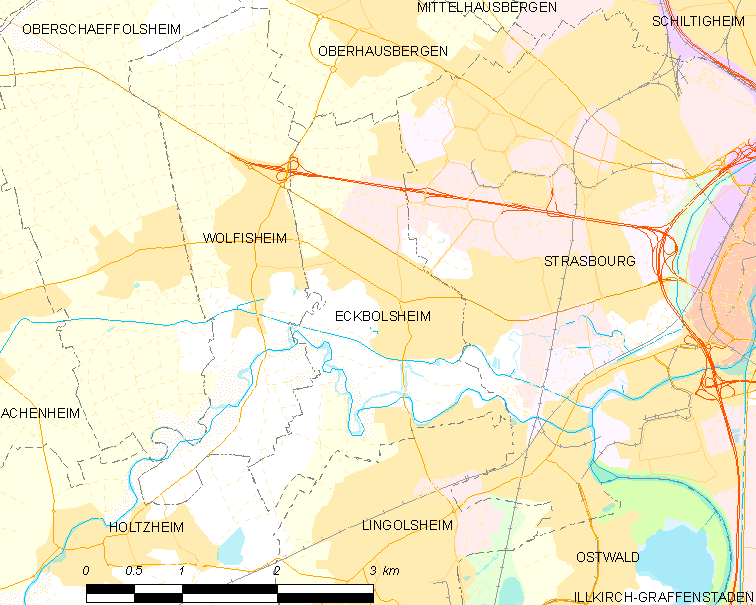
埃克博尔赛姆的OSM定位图

## 行政
埃克博尔赛姆的邮政编码为67201，INSEE市镇编码为67118。

## 政治
埃克博尔赛姆所属的省级选区为厄奈姆县。

## 人口

1962-2008年间埃克博尔赛姆人口变化图示

埃克博尔赛姆于2022年1月1日时的人口数量为7237人。